# Perlinckmolen
De Perlinckmolen of Perlinkmolen is een watermolen in de Vlaamse Ardennen in Elst, deelgemeente van de Belgische gemeente Brakel. 
Deze watermolen met metalen bovenslagrad bevindt zich op de Perlinkbeek beneden aan de Pottenberg op de grens met Zegelsem. De watermolensite is uitzonderlijk oud en werd reeds vermeld in 868-869 als bezit te Zegelsem van de Henegouwse Sint-Pietersabdij van Lobbes. In 1571 werd de Perlinckmolen vermeld als oliewatermolen. Hij stond ook al aangeduid op de Ferrariskaart (1771-1778). In 1859 werd het sluiswerk door overstromingen vernield en nadien gewijzigd. Als korenwatermolen was de Perlinckmolen in werking tot circa 1974. Sinds 1974 is de molen als monument beschermd. In 1975 werden restauratiewerken aangevat. De molen is privébezit.

## Afbeeldingen

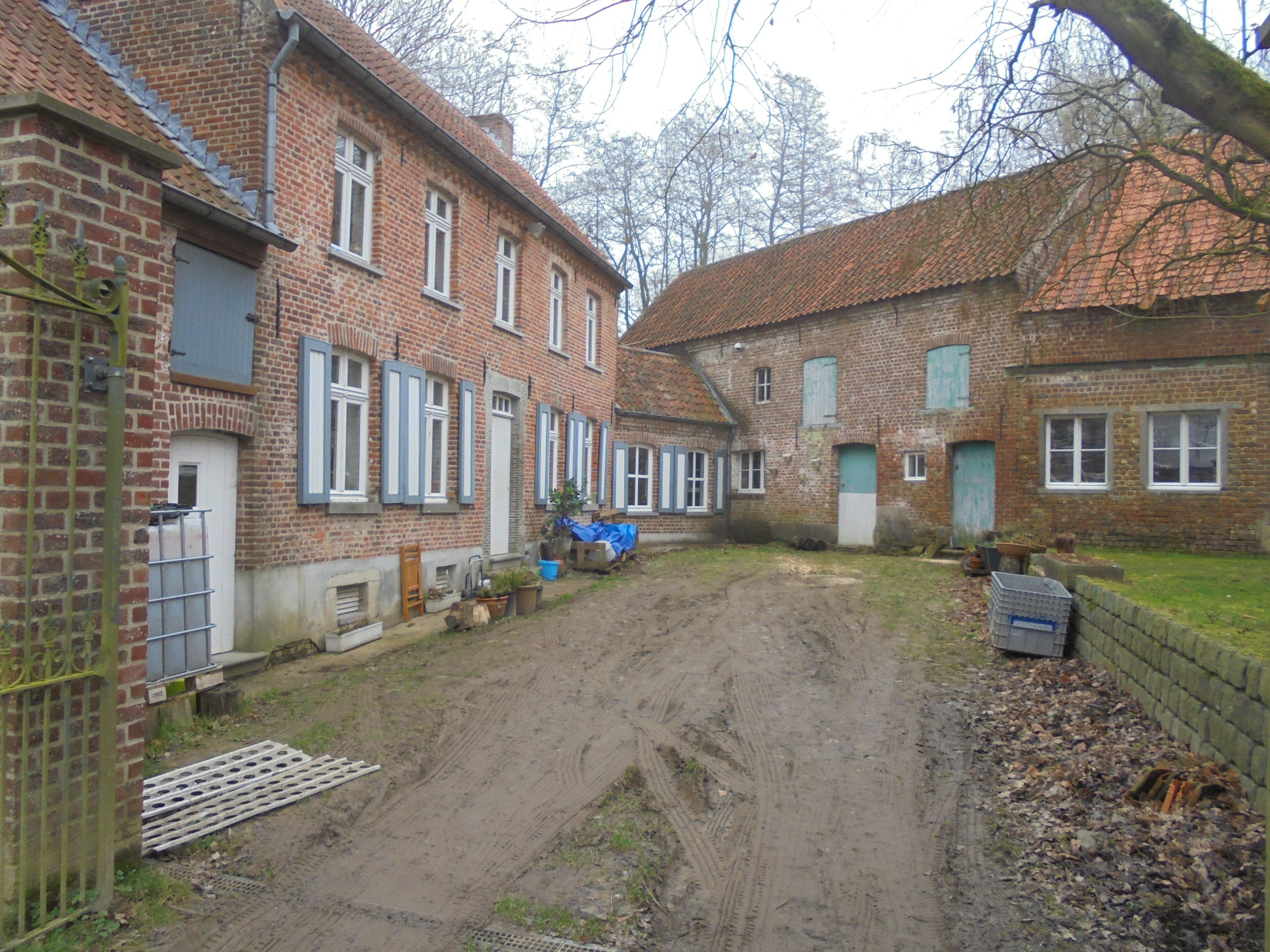
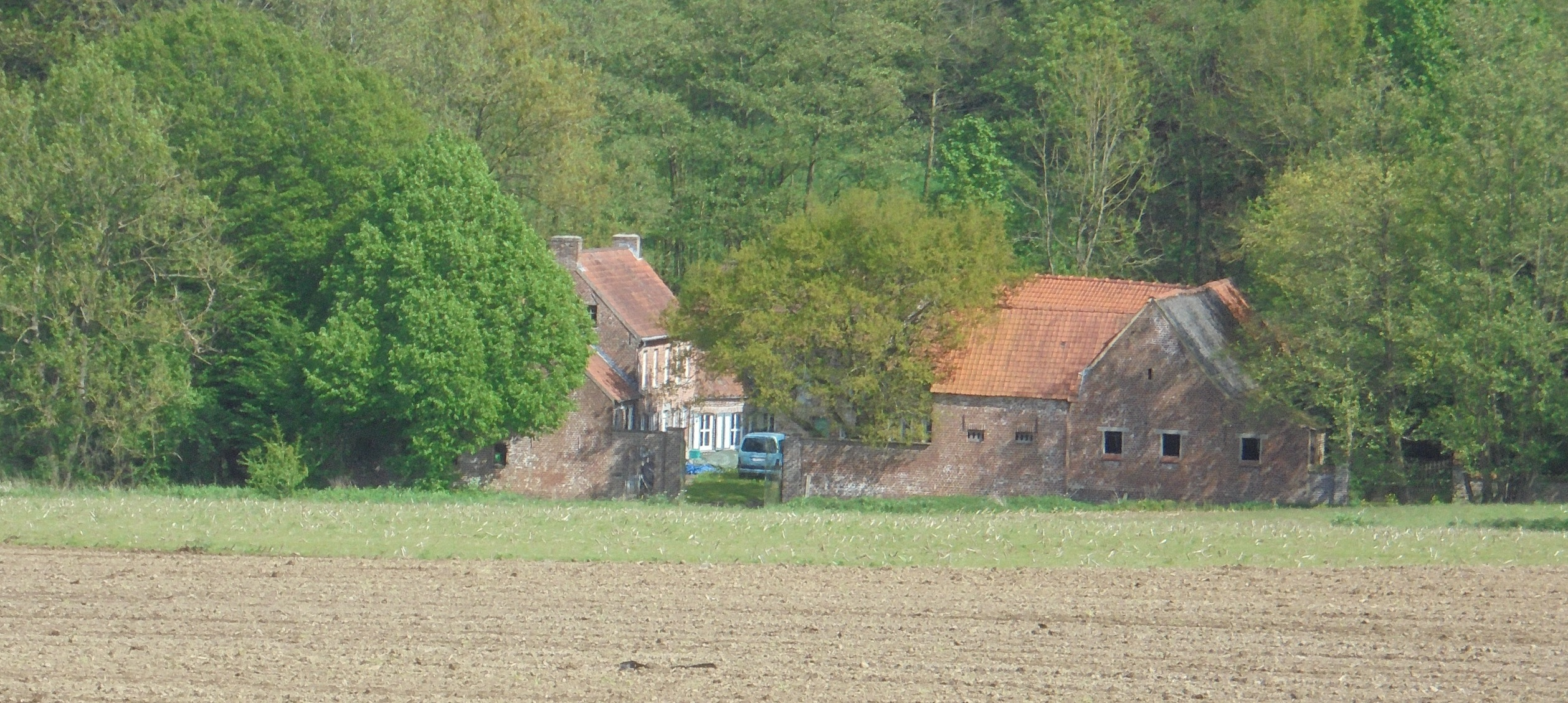
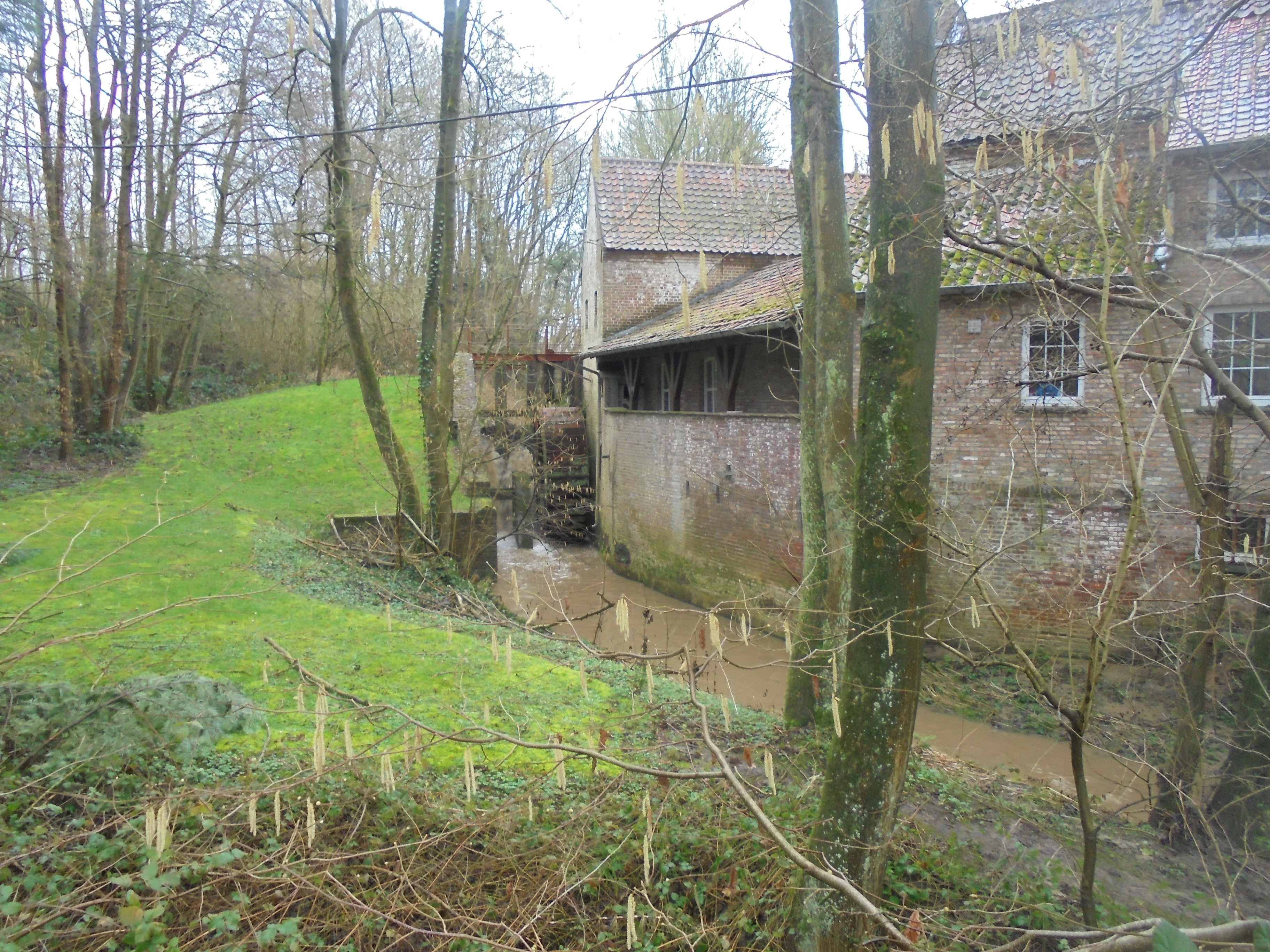
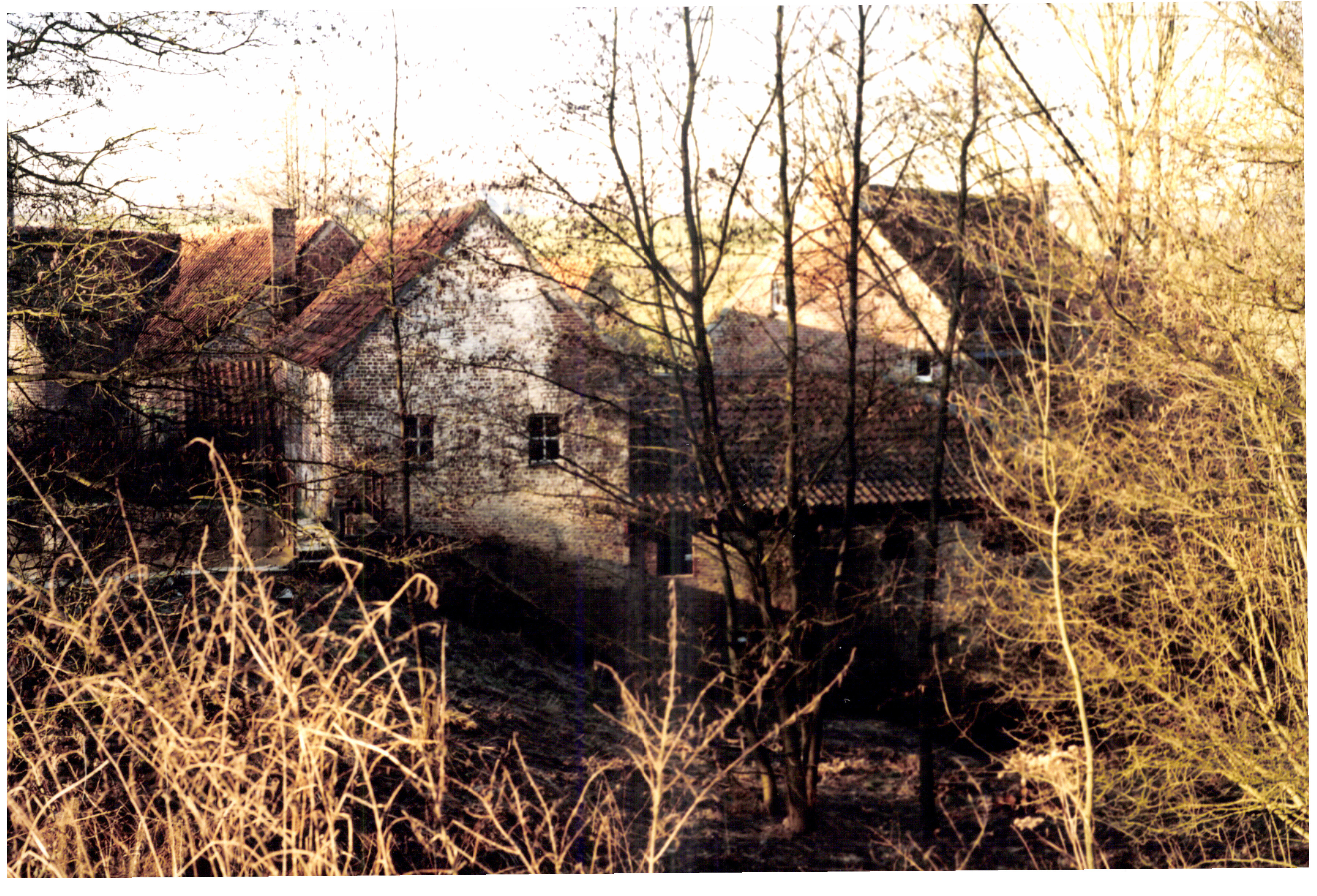